# Can Fatjó dels Xiprers
Can Fatjó dels Xiprers és una masia de Cerdanyola del Vallès.